# Ebtables
Ebtables — средство для фильтрации пакетов для программных мостов Linux. ebtables похоже на iptables, но отличается тем, что работает преимущественно не на третьем (сетевом), а на втором (канальном) уровне сетевого стека.

## Назначение
Является одним из инструментов обеспечения защиты сетей. В частности, применяется при создании правил фильтрации для протоколов типа PPPoE и ему подобных, когда фильтрация пакетов необходима до попадания в обработку iptables или его аналогов (например, для отклонения пакетов от ppp-устройств, с заданным MAC-адресом).
Для построения фильтра пакетов на уровне ядра в Linux применяются следующие пакеты: для ядер 2.2 — ipchains; для ядер 2.4 — iptables; для ядер 2.6 — iptables и ebtables.
Связка двух средств фильтрации 2 и 3 сетевых уровней - ebtables и iptables, давала тот самый уникальный эффект, которым не располагали на то время аппаратные решения от ведущих мировых производителей.
Так я впервые столкнулся с проектом ebtables.